# Татарка (станція)
Татарка (біл. Татарка) — станція Могильовського відділення Білоруської залізниці в Осиповицькому районі Могильовської області. Розташована в робочому селищі Татарка; на лінії Жлобин — Осиповичі I, поміж зупинними пунктами Дачна і Бродище.